# 4e étape du Tour de France 2014
Pour un article plus général, voir Tour de France 2014.
La 4e étape du Tour de France 2014 s'est déroulée le mardi 8 juillet 2014 entre Le Touquet-Paris-Plage et Villeneuve-d'Ascq sur une distance de 163,5 km.

## Parcours
L'étape part de la digue en bord de mer au Touquet-Paris-Plage et se dirige vers Montreuil. Après avoir franchi la côte de Campagnette à Bimont, le Tour s'enfonce à l'intérieur des terres vers le nord pour rejoindre Saint-Omer, traverse Arques, Renescure avant de faire un sprint sur les hauteurs de Cassel en Flandre. Après avoir roulé vers l'ouest jusqu'à la frontière belge, les coureurs se dirigent au sud vers Boeschepe et gravissent le mont Noir, avant de redescendre sur Bailleul. La course continue vers la métropole lilloise, notamment par la traversée d'Armentières, de La Chapelle-d'Armentières et de Lille. Les participants pédalent à Mons-en-Barœul, font un court crochet à Villeneuve-d'Ascq avant de descendre vers Hellemmes et Lezennes. Enfin, l'arrivée se fait par le boulevard de l’Ouest sur le parvis du stade Pierre-Mauroy à Villeneuve-d'Ascq.

## Déroulement de la course

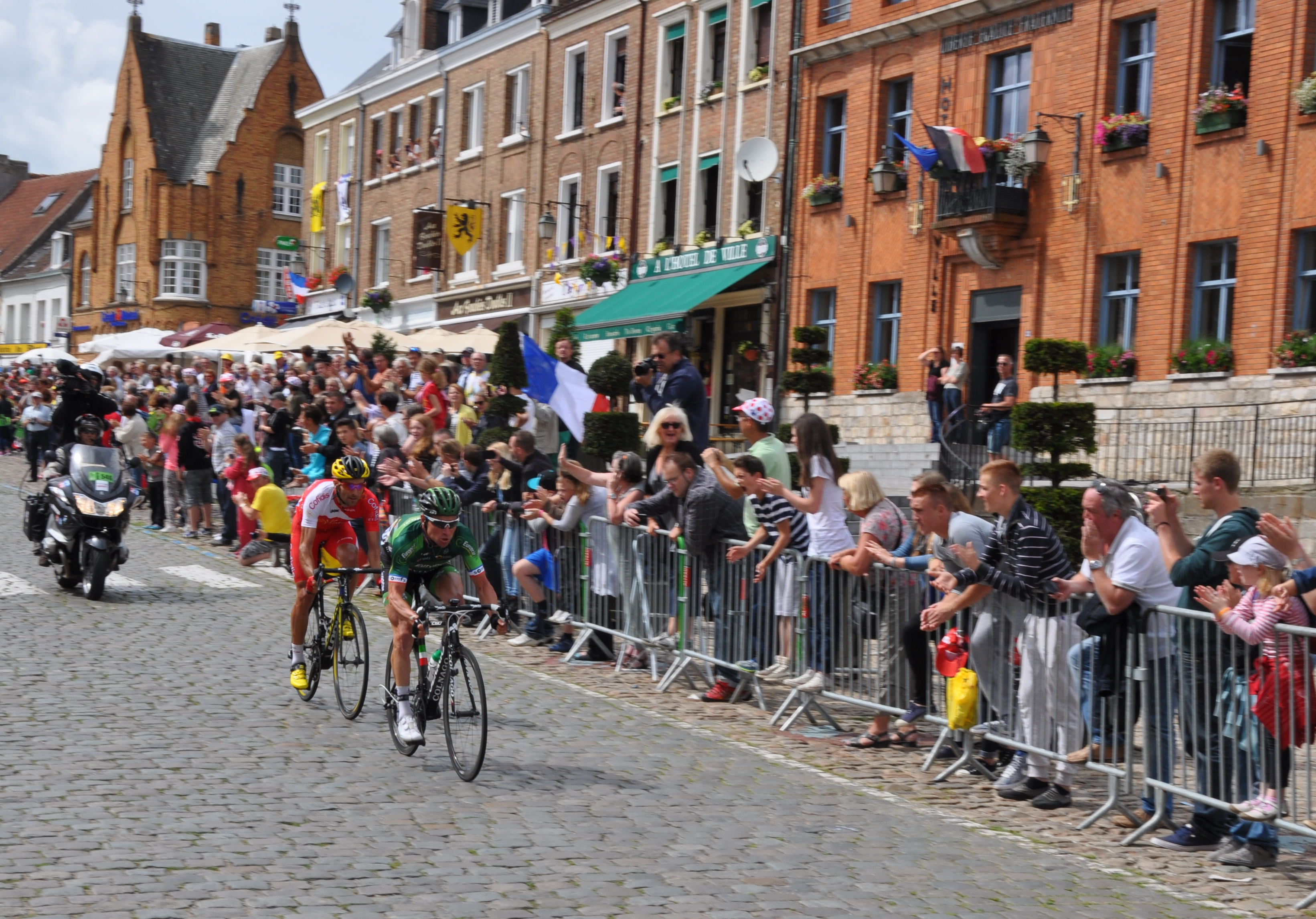
Thomas Voeckler passe en tête le sprint à Cassel, suivi de Luis Ángel Maté avec plus d'une minute sur le peloton.

Thomas Voeckler fait partie de l'échappée du jour et continue l'aventure seul après la crevaison de son compagnon d'échappée. Cette étape se termine par un sprint massif remporté, une nouvelle fois, par Marcel Kittel devant Alexander Kristoff. Cette étape est marquée par la chute du tenant du titre, Christopher Froome, sans gravité.

## Résultats

### Classement de l'étape

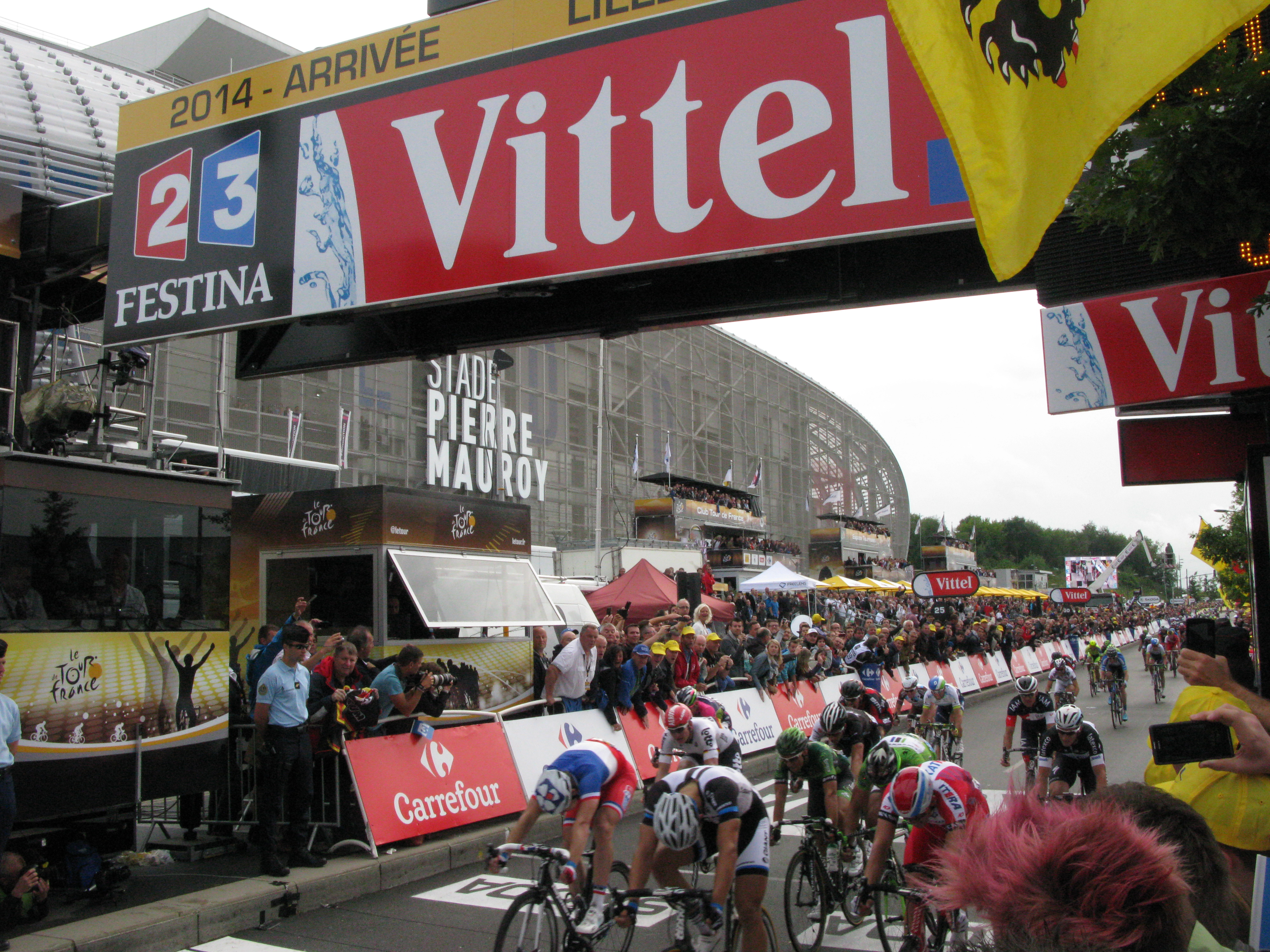
Passage sur la ligne d'arrivée de Marcel Kittel et ses coéquipiers.

| Classement de la 4e étape | Classement de la 4e étape | Classement de la 4e étape | Classement de la 4e étape | Classement de la 4e étape |
|                           | Coureur                   | Pays                      | Équipe                    | Temps                     |
| ------------------------- | ------------------------- | ------------------------- | ------------------------- | ------------------------- |
| 1er                       | Marcel Kittel             | Allemagne                 | Giant-Shimano             | en 3 h 36 min 39 s        |
| 2e                        | Alexander Kristoff        | Norvège                   | Katusha                   | m.t                       |
| 3e                        | Arnaud Démare             | France                    | FDJ.fr                    | m.t                       |
| 4e                        | Peter Sagan               | Slovaquie                 | Cannondale                | m.t                       |
| 5e                        | Bryan Coquard             | France                    | Europcar                  | m.t                       |
| 6e                        | André Greipel             | Allemagne                 | Lotto-Belisol             | m.t                       |
| 7e                        | Mark Renshaw              | Australie                 | Omega Pharma-Quick Step   | m.t                       |
| 8e                        | Danny van Poppel          | Pays-Bas                  | Trek Factory Racing       | m.t                       |
| 9e                        | Davide Cimolai            | Italie                    | Lampre-Merida             | m.t                       |
| 10e                       | Daniel Oss                | Italie                    | BMC Racing                | m.t                       |
| modifier                  |                           |                           |                           |                           |

### Points attribués
| Sprint intermédiaire de Cassel (km 92) | Sprint intermédiaire de Cassel (km 92) | Sprint intermédiaire de Cassel (km 92) | Sprint intermédiaire de Cassel (km 92) | Sprint intermédiaire de Cassel (km 92) |
| -------------------------------------- | -------------------------------------- | -------------------------------------- | -------------------------------------- | -------------------------------------- |
|                                        | Coureur                                | Pays                                   | Équipe                                 | Point(s)                               |
| 1er                                    | Thomas Voeckler                        | France                                 | Europcar                               | 20                                     |
| 2e                                     | Luis Ángel Maté                        | Espagne                                | Cofidis                                | 17                                     |
| 3e                                     | Peter Sagan                            | Slovaquie                              | Cannondale                             | 15                                     |
| 4e                                     | Marco Marcato                          | Italie                                 | Cannondale                             | 13                                     |
| 5e                                     | Bryan Coquard                          | France                                 | Europcar                               | 11                                     |
| 6e                                     | Adam Hansen                            | Australie                              | Lotto-Belisol                          | 10                                     |
| 7e                                     | Jurgen Van den Broeck                  | Belgique                               | Lotto-Belisol                          | 9                                      |
| 8e                                     | Tony Martin                            | Allemagne                              | Omega Pharma-Quick Step                | 8                                      |
| 9e                                     | Michele Scarponi                       | Italie                                 | Astana                                 | 7                                      |
| 10e                                    | Rafał Majka                            | Pologne                                | Tinkoff-Saxo                           | 6                                      |
| 11e                                    | Michał Kwiatkowski                     | Pologne                                | Omega Pharma-Quick Step                | 5                                      |
| 12e                                    | Geraint Thomas                         | Royaume-Uni                            | Sky                                    | 4                                      |
| 13e                                    | Alberto Contador                       | Espagne                                | Tinkoff-Saxo                           | 3                                      |
| 14e                                    | Christopher Froome                     | Royaume-Uni                            | Sky                                    | 2                                      |
| 15e                                    | Vincenzo Nibali                        | Italie                                 | Astana                                 | 1                                      |
| modifier                               |                                        |                                        |                                        |                                        |

| Classement de l'étape | Classement de l'étape | Classement de l'étape | Classement de l'étape        | Classement de l'étape |
| --------------------- | --------------------- | --------------------- | ---------------------------- | --------------------- |
|                       | Coureur               | Pays                  | Équipe                       | Point(s)              |
| 1er                   | Marcel Kittel         | Allemagne             | Giant-Shimano                | 45                    |
| 2e                    | Alexander Kristoff    | Norvège               | Katusha                      | 35                    |
| 3e                    | Arnaud Démare         | France                | FDJ.fr                       | 30                    |
| 4e                    | Peter Sagan           | Slovaquie             | Cannondale                   | 26                    |
| 5e                    | Bryan Coquard         | France                | Europcar                     | 22                    |
| 6e                    | André Greipel         | Allemagne             | Lotto-Belisol                | 20                    |
| 7e                    | Mark Renshaw          | Australie             | Omega Pharma-Quick Step      | 18                    |
| 8e                    | Danny van Poppel      | Pays-Bas              | Trek Factory Racing          | 16                    |
| 9e                    | Davide Cimolai        | Italie                | Lampre-Merida                | 14                    |
| 10e                   | Daniel Oss            | Italie                | BMC Racing                   | 12                    |
| 11e                   | Heinrich Haussler     | Australie             | IAM                          | 10                    |
| 12e                   | Michael Albasini      | Suisse                | Orica-GreenEDGE              | 8                     |
| 13e                   | Samuel Dumoulin       | France                | AG2R La Mondiale             | 6                     |
| 14e                   | Romain Feillu         | France                | Bretagne-Séché Environnement | 4                     |
| 15e                   | Greg Van Avermaet     | Belgique              | BMC Racing                   | 2                     |
| modifier              |                       |                       |                              |                       |

### Cols et côtes
| Côte de Campagnette (km 34) 4e catégorie | Côte de Campagnette (km 34) 4e catégorie | Côte de Campagnette (km 34) 4e catégorie | Côte de Campagnette (km 34) 4e catégorie | Côte de Campagnette (km 34) 4e catégorie |
| ---------------------------------------- | ---------------------------------------- | ---------------------------------------- | ---------------------------------------- | ---------------------------------------- |
|                                          | Coureur                                  | Pays                                     | Équipe                                   | Point(s)                                 |
| 1er                                      | Luis Ángel Maté                          | Espagne                                  | Cofidis                                  | 1                                        |
| modifier                                 |                                          |                                          |                                          |                                          |

| Mont Noir (km 117,5) 4e catégorie | Mont Noir (km 117,5) 4e catégorie | Mont Noir (km 117,5) 4e catégorie | Mont Noir (km 117,5) 4e catégorie | Mont Noir (km 117,5) 4e catégorie |
| --------------------------------- | --------------------------------- | --------------------------------- | --------------------------------- | --------------------------------- |
|                                   | Coureur                           | Pays                              | Équipe                            | Point(s)                          |
| 1er                               | Thomas Voeckler                   | France                            | Europcar                          | 1                                 |
| modifier                          |                                   |                                   |                                   |                                   |

## Classements à l'issue de l'étape

### Classement général
| Classement général | Classement général    | Classement général | Classement général | Classement général |
|                    | Coureur               | Pays               | Équipe             | Temps              |
| ------------------ | --------------------- | ------------------ | ------------------ | ------------------ |
| 1er                | Vincenzo Nibali       | Italie             | Astana             | en 17 h 7 min 52 s |
| 2e                 | Peter Sagan           | Slovaquie          | Cannondale         | + 2 s              |
| 3e                 | Michael Albasini      | Suisse             | Orica-GreenEDGE    | + 2 s              |
| 4e                 | Greg Van Avermaet     | Belgique           | BMC Racing         | + 2 s              |
| 5e                 | Alberto Contador      | Espagne            | Tinkoff-Saxo       | + 2 s              |
| 6e                 | Alejandro Valverde    | Espagne            | Movistar           | + 2 s              |
| 7e                 | Christopher Froome    | Royaume-Uni        | Sky                | + 2 s              |
| 8e                 | Jurgen Van den Broeck | Belgique           | Lotto-Belisol      | + 2 s              |
| 9e                 | Bauke Mollema         | Pays-Bas           | Belkin             | + 2 s              |
| 10e                | Jakob Fuglsang        | Danemark           | Astana             | + 2 s              |
| modifier           |                       |                    |                    |                    |

### Classement par points
| Classement par points | Classement par points | Classement par points | Classement par points | Classement par points |
| --------------------- | --------------------- | --------------------- | --------------------- | --------------------- |
|                       | Coureur               | Pays                  | Équipe                | Point(s)              |
| 1er                   | Peter Sagan           | Slovaquie             | Cannondale            | 158 points            |
| 2e                    | Marcel Kittel         | Allemagne             | Giant-Shimano         | 135 pts               |
| 3e                    | Bryan Coquard         | France                | Europcar              | 121 pts               |
| modifier              |                       |                       |                       |                       |

### Classement du meilleur grimpeur
| Classement du meilleur grimpeur | Classement du meilleur grimpeur | Classement du meilleur grimpeur | Classement du meilleur grimpeur | Classement du meilleur grimpeur |
| ------------------------------- | ------------------------------- | ------------------------------- | ------------------------------- | ------------------------------- |
|                                 | Coureur                         | Pays                            | Équipe                          | Point(s)                        |
| 1er                             | Cyril Lemoine                   | France                          | Cofidis                         | 6 points                        |
| 2e                              | Blel Kadri                      | France                          | AG2R La Mondiale                | 5 pts                           |
| 3e                              | Jens Voigt                      | Allemagne                       | Trek Factory Racing             | 4 pts                           |
| modifier                        |                                 |                                 |                                 |                                 |

### Classement du meilleur jeune
| Classement général du meilleur jeune | Classement général du meilleur jeune | Classement général du meilleur jeune | Classement général du meilleur jeune | Classement général du meilleur jeune |
|                                      | Coureur                              | Pays                                 | Équipe                               | Temps                                |
| ------------------------------------ | ------------------------------------ | ------------------------------------ | ------------------------------------ | ------------------------------------ |
| 1er                                  | Peter Sagan                          | Slovaquie                            | Cannondale                           | en 17 h 7 min 54 s                   |
| 2e                                   | Romain Bardet                        | France                               | AG2R La Mondiale                     | m.t                                  |
| 3e                                   | Michał Kwiatkowski                   | Pologne                              | Omega Pharma-Quick Step              | m.t                                  |
| modifier                             |                                      |                                      |                                      |                                      |

### Classement par équipes

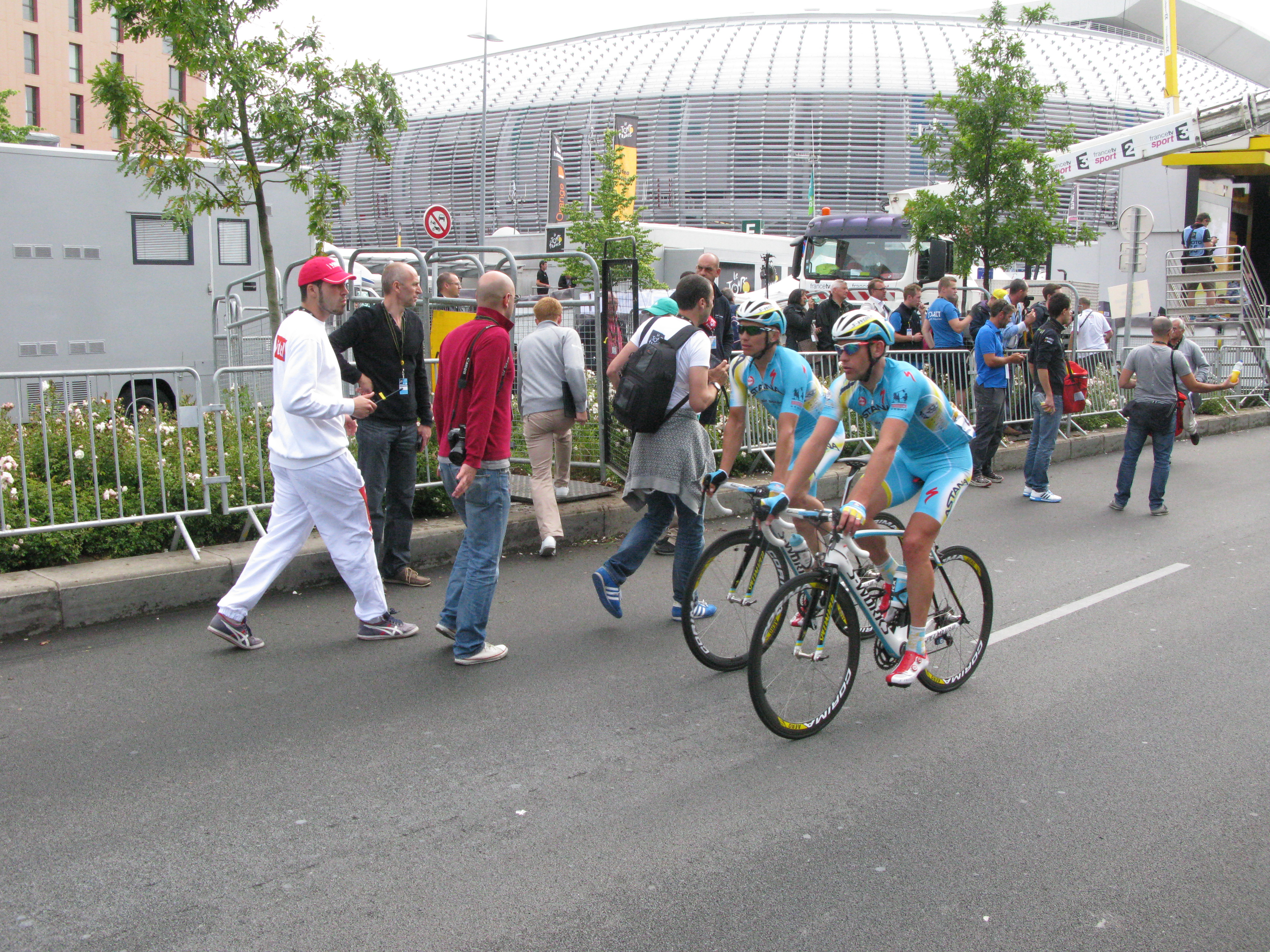
Maxim Iglinskiy et Dmitriy Gruzdev de l'équipe Astana.

| Classement par équipes | Classement par équipes | Classement par équipes | Classement par équipes |
|                        | Équipe                 | Pays                   | Temps                  |
| ---------------------- | ---------------------- | ---------------------- | ---------------------- |
| 1re                    | Sky                    | Royaume-Uni            | en 51 h 23 min 42 s    |
| 2e                     | Astana                 | Kazakhstan             | + 12 s                 |
| 3e                     | BMC Racing             | États-Unis             | + 14 s                 |
| modifier               |                        |                        |                        |

## Abandons
- Gregory Henderson (Lotto-Belisol) : abandon sur chute
- Andy Schleck (Trek Factory Racing) : non-partant

## Galerie

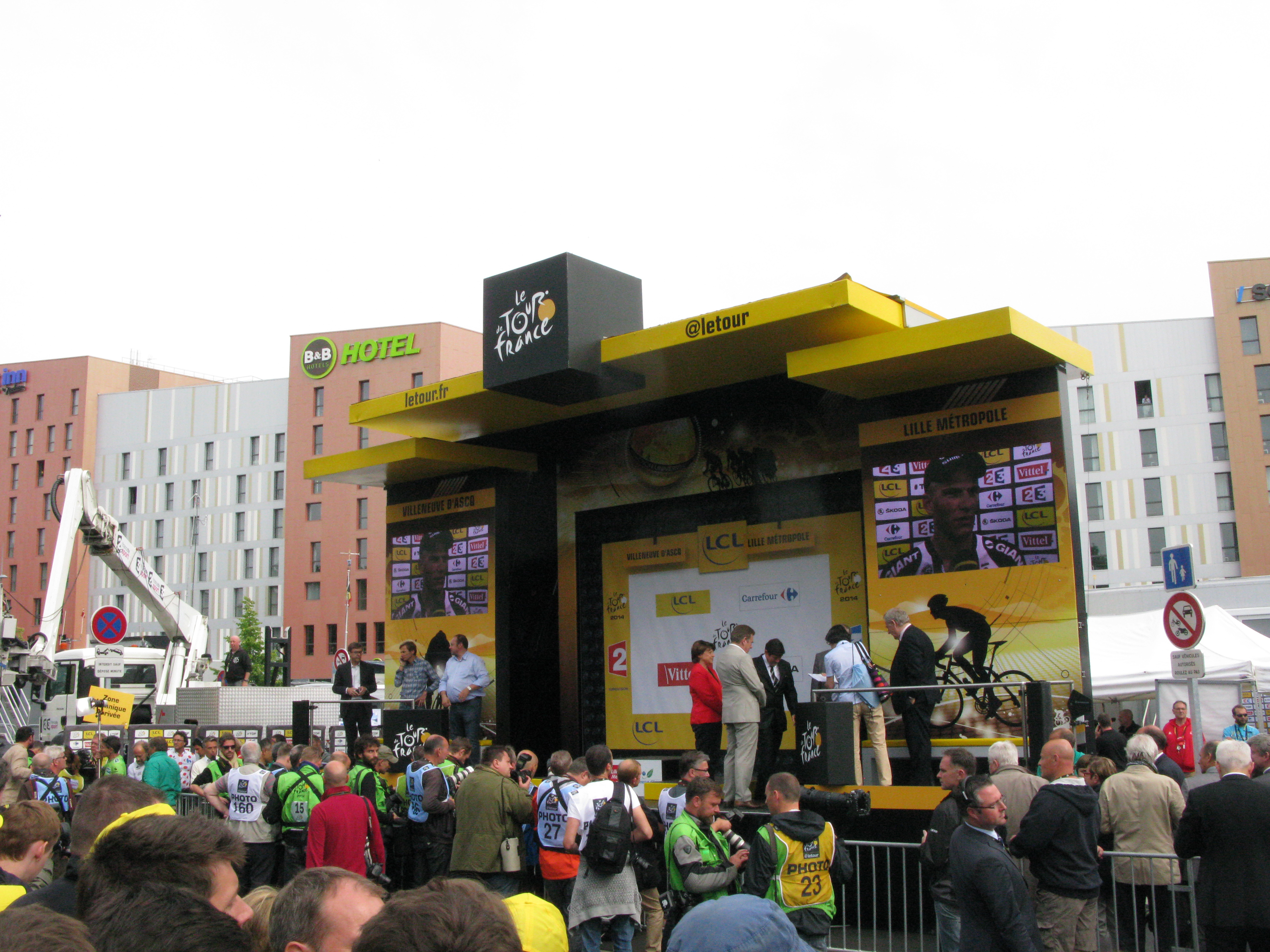
Podium de l'arrivée de la quatrième étape.
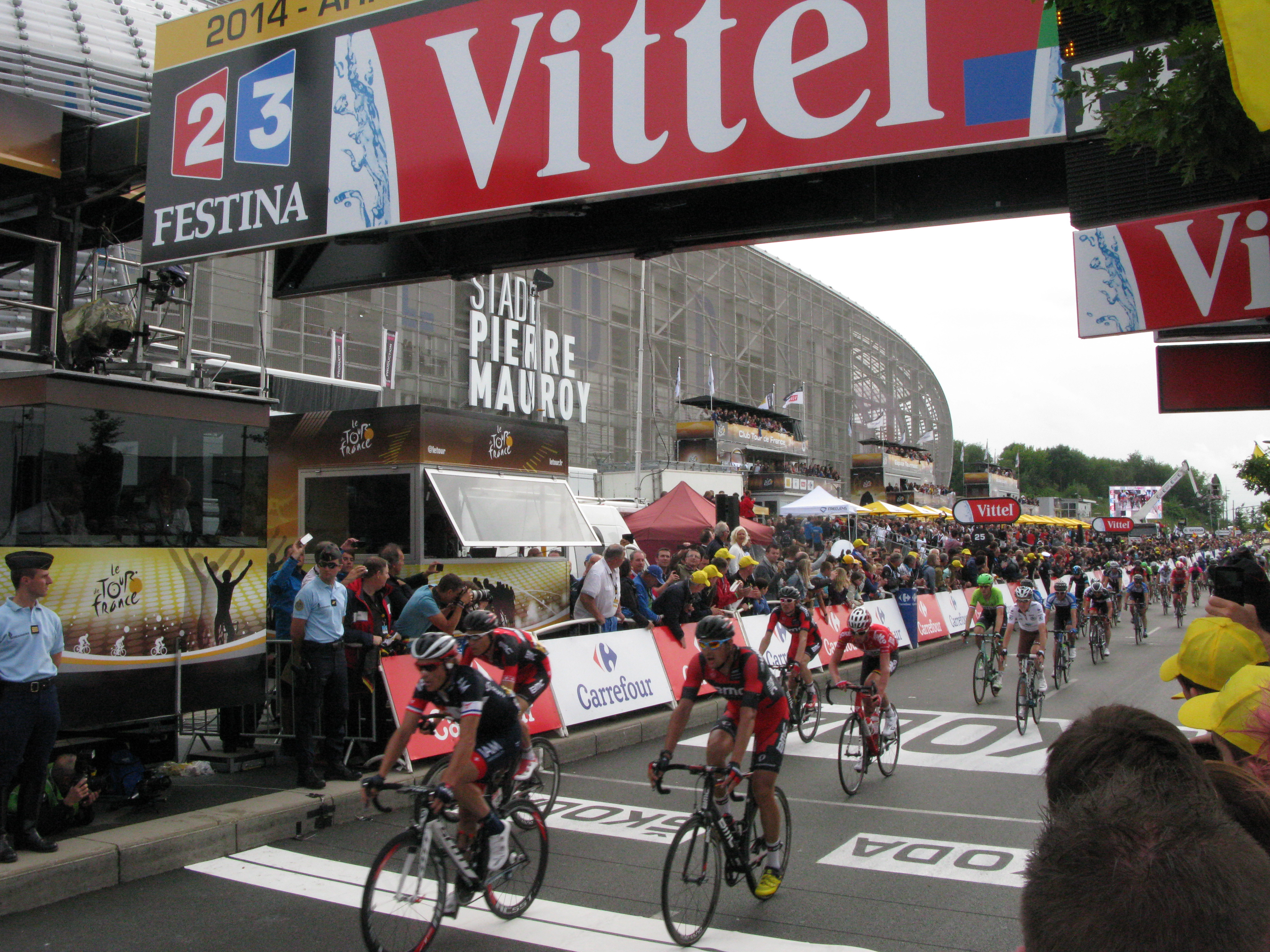
Sylvain Chavanel, Marcus Burghardt, Michael Schär, Jurgen Van den Broeck, Tejay van Garderen, Romain Bardet et Lars Boom.
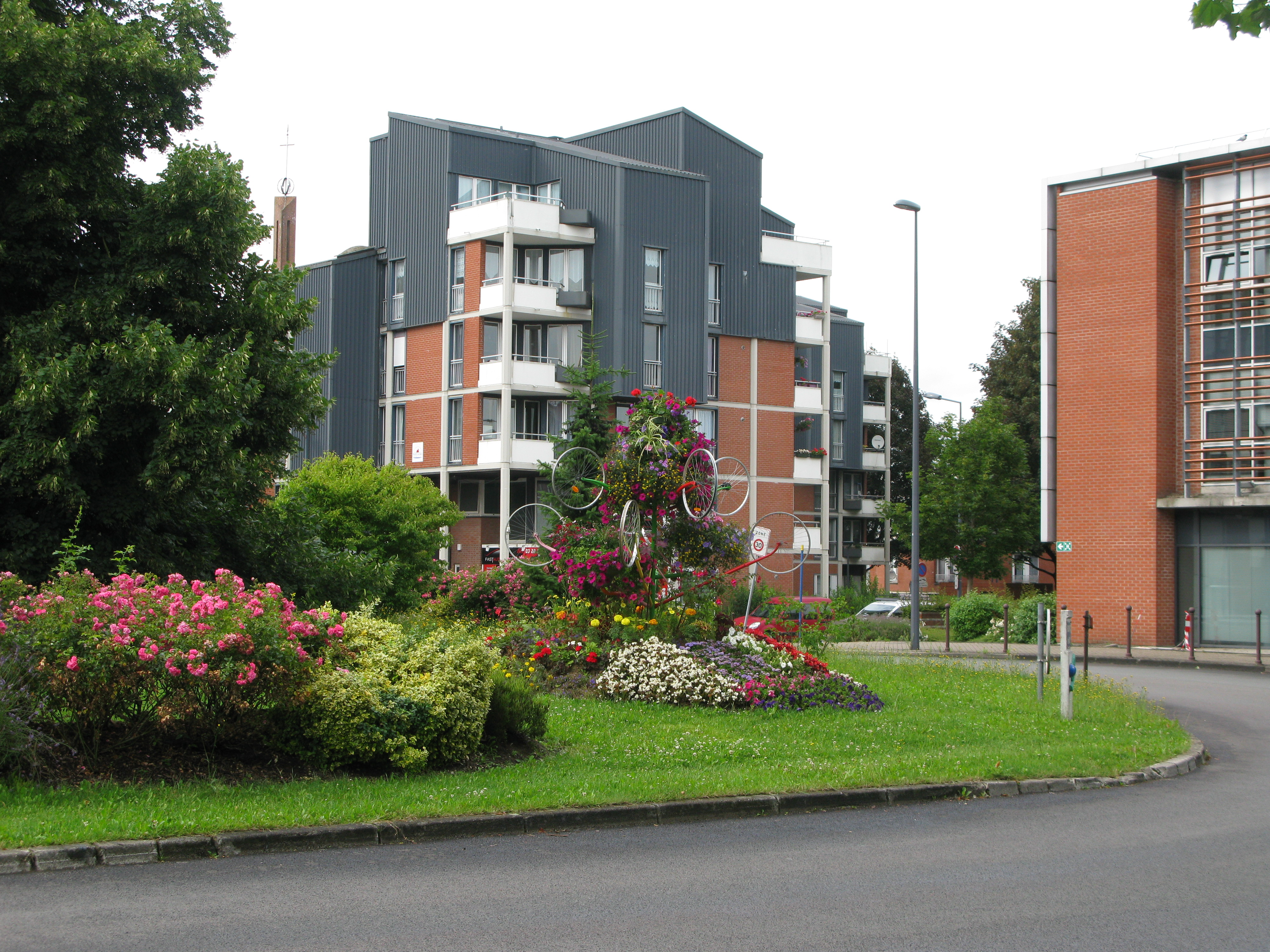
Des vélos sur la place de Valmy à Villeneuve-d'Ascq.
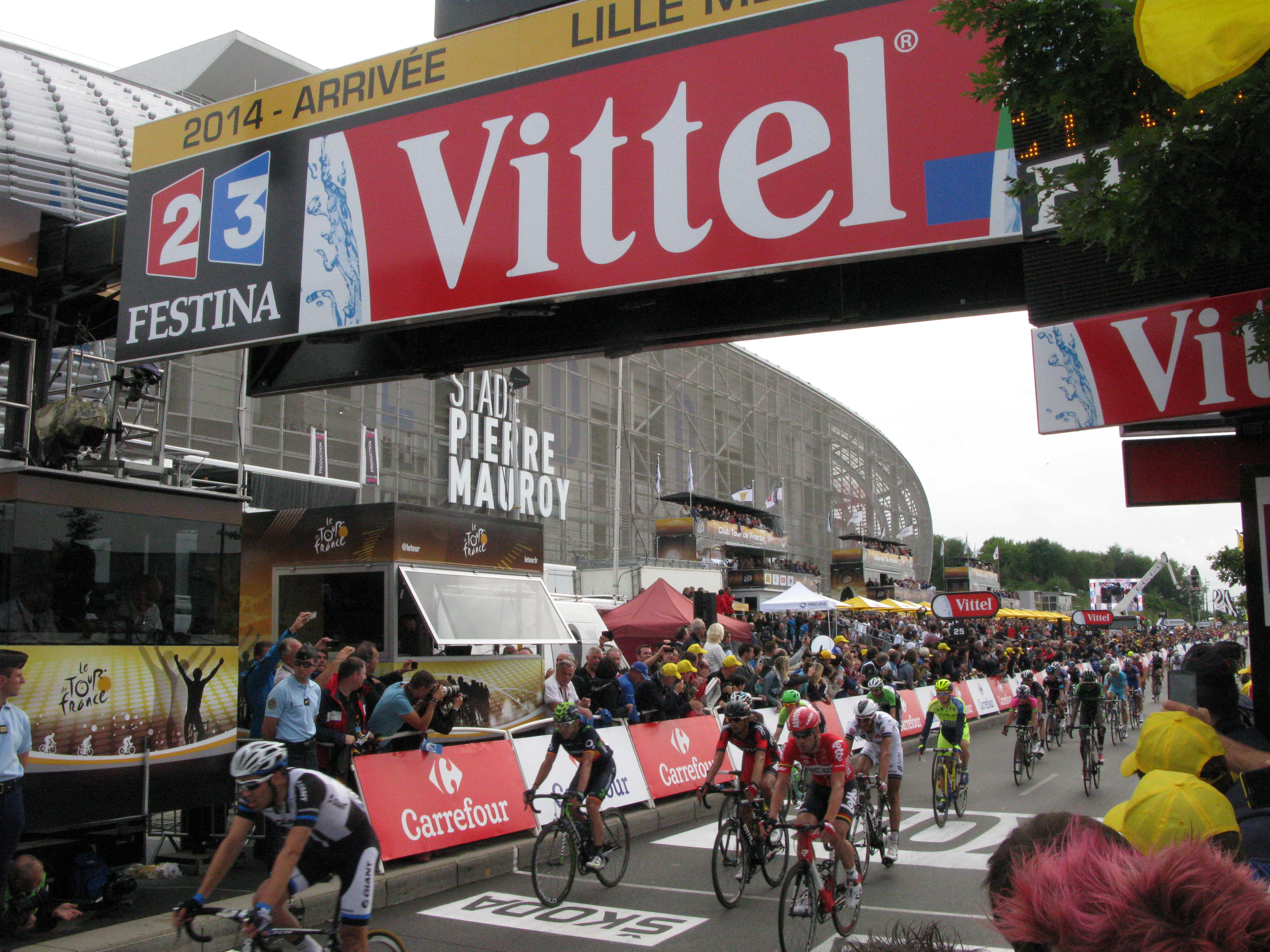
Tom Dumoulin, Jürgen Roelandts, Ion Izagirre, Peter Velits, Brice Feillu, Jean-Christophe Péraud, Bauke Mollema, Nicolas Roche et Laurens ten Dam.